# Liste der Einträge im National Register of Historic Places im Pennington County (Minnesota)

Lage des Pennington County in Minnesota

Die Liste der Einträge im National Register of Historic Places im Pennington County in Minnesota führt alle Bauwerke und historischen Stätten im Pennington County auf, die in das National Register of Historic Places aufgenommen wurden.
| [ 2 ] | Name                                             | Bild                                             | Eintragsdatum        | Lage                                                                                            | Ort                  | Beschreibung                                                                      |
| ----- | ------------------------------------------------ | ------------------------------------------------ | -------------------- | ----------------------------------------------------------------------------------------------- | -------------------- | --------------------------------------------------------------------------------- |
| 1     | Minneapolis, St. Paul and Sault Ste. Marie Depot | Minneapolis, St. Paul and Sault Ste. Marie Depot | 1995 ID-Nr. 95000852 | 3rd Street Ecke Atlantic Avenue 48° 7′ 9,7″ N, 96° 10′ 33,8″ W                                  | Thief River Falls    | 1913 im American Craftsman-Stil errichtetes Bahnhofsgebäude der SOO Line Railroad |
| 2     | Red River Trail: Goose Lake Swamp Section        |                                                  | 1991 ID-Nr. 90002202 | Abseits des County Highway 10 und südlich des Goose Lake Swamp 47° 58′ 23,9″ N, 96° 28′ 23,4″ W | Polk Centre Township | Zwischen 1844 und 1871 genutzter Teil der Red River Trails                        |
| 3     | Thief River Falls Public Library                 | Thief River Falls Public Library                 | 1983 ID-Nr. 83003763 | 102 North Main Avenue 48° 7′ 2,2″ N, 96° 10′ 52,1″ W                                            | Thief River Falls    | 1914 aus Backsteinen im Stil der Neorenaissance errichtete Carnegie-Bibliothek    |